# M – Menschen Machen Medien

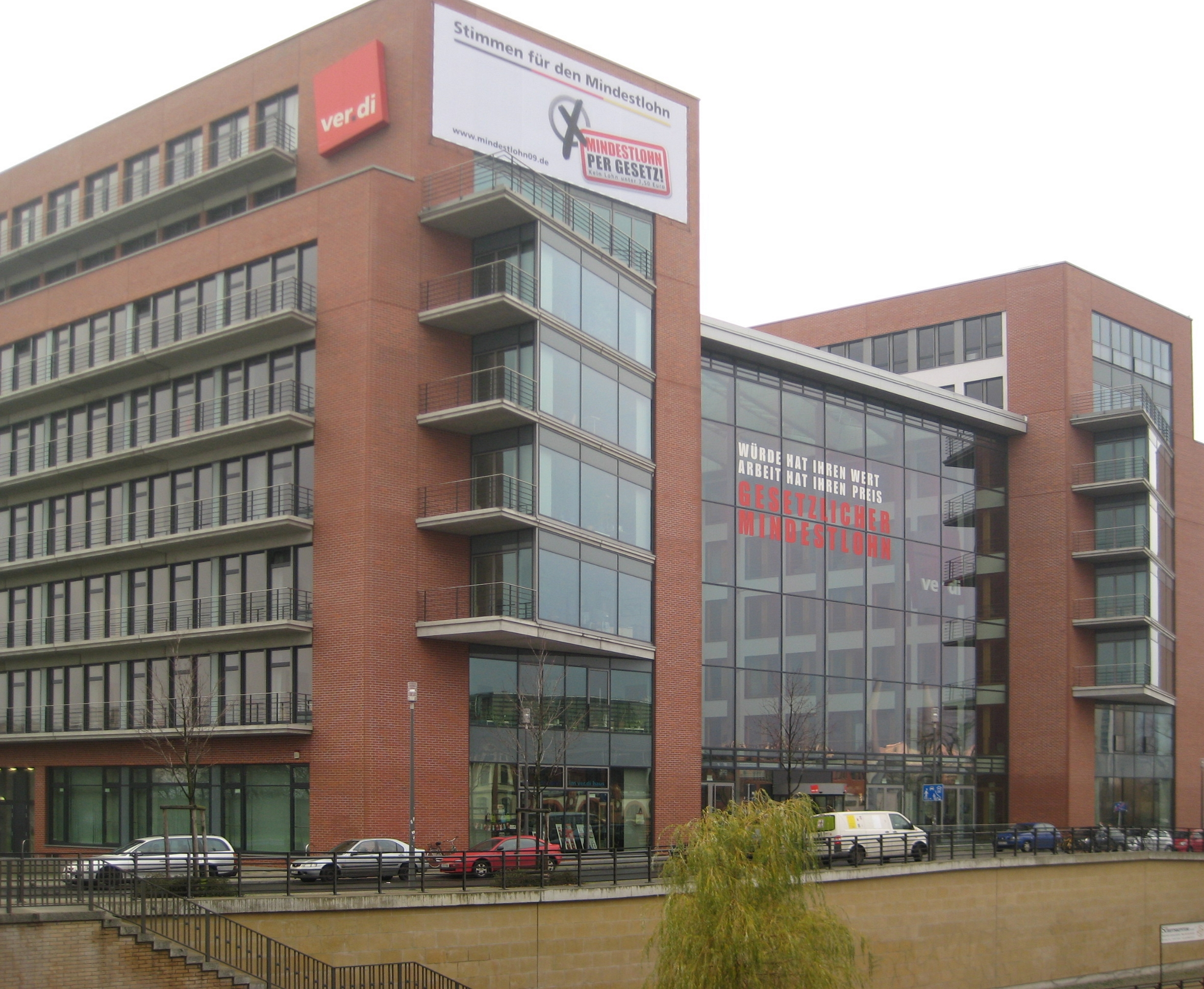
Die Redaktion hat ihren Sitz im Gebäude der Ver.di-Bundesverwaltung am Paula-Thiede-Ufer in Berlin

M – Menschen Machen Medien (Kurzname M) ist eine in Deutschland erscheinende medienpolitische Zeitschrift, die von der Gewerkschaft ver.di herausgegeben wird.
Die Zeitschrift wendet sich an fest angestellte und frei arbeitende Journalisten, Journalisten in Ausbildung, Beschäftigte in Rundfunk- und Fernsehanstalten, in Film- und Kinobetrieben, Verlagen und Agenturen sowie in Filmproduktionen und Betrieben der Filmtechnik.
Verantwortliche Redakteurin ist Julia Hoffmann.

## Geschichte
Die Zeitschrift erscheint seit Januar 1994 unter dem Titel „M – Menschen Machen Medien“. Sie hatte zwei Vorgängerausgaben. Für die in der Deutschen Journalistinnen- und Journalisten-Union (dju) organisierten Journalisten gab die IG Druck und Papier von 1952 bis 1989  die Monatszeitschrift „die feder“ heraus, die jahrelang in Kleinschreibung erschien. Nach dem Zusammenschluss der Gewerkschaft mit der Gewerkschaft Kunst zur IG Medien – Druck und Papier, Publizistik und Kunst wurde sie in „Publizistik & Kunst“ umbenannt. Beide Ausgaben wurden am Sitz der Gewerkschaft in Stuttgart veröffentlicht.
Seit der Gründung der Vereinten Dienstleistungsgewerkschaft (ver.di), in der die IG Medien 2001 aufging,  geben der ver.di-Bundesvorstand und der Fachbereich 8 (Medien, Kunst und Industrie) die Zeitschrift heraus. Weitere Publikationen des Fachbereichs Medien, Kunst und Industrie sind „DRUCK + PAPIER“ sowie „kunst + kultur“ online.

## Erscheinungsweise
M erschien viele Jahre als Monatszeitschrift, zwei- bis dreimal jährlich mit Doppelausgaben. Seit Januar 2016 gibt es M als Online-Publikation, die regelmäßig aktualisiert wird. Außerdem erscheint M mit einem thematischen gedruckten Heft viermal im Jahr. Das Print-Magazin hat 2016 ein neues Layout erhalten und wird nach wie vor im DIN-A4-Format in einer Auflage von 50.000 Exemplaren in Darmstadt gedruckt. Die Druckausgabe ist ausschließlich im Abonnement erhältlich. Sitz der Redaktion ist seit der Gründung der Vereinten Dienstleistungsgewerkschaft Berlin. Seit 1996 wird die Zeitschrift im Internet veröffentlicht, zunächst mit einzelnen Artikeln und Inhaltsangabe. Seit 1999 erscheinen sämtliche Berichte online. 
M ist in der Elektronischen Zeitschriftenbibliothek vertreten und wird in weiteren Universitätsbibliotheken wie der der Universität des Saarlandes vorgehalten.

## Inhalt
Die Zeitschrift beschäftigt sich sowohl Online als auch als Print-Ausgabe mit journalistischem und medienschaffendem Selbstverständnis, deutscher und internationaler Medienpolitik, Tarifpolitik und Presserecht, Urheberrecht,  Pressefreiheit im In- und Ausland sowie Entwicklungen in der Medienbranche und weiteren Themen.
Jede Ausgabe hatte auch bisher ein Schwerpunktthema, das unter der Bezeichnung „Titelthema“ geführt wurde und dieses mit Berichten auf mehreren Seiten beleuchtet. Titelthemen waren etwa  Online-Journalismus (Ausgabe 01–02/2003), Neue Medien (02–03/2004), Frauen in den Medien (03/2005), Bürgerjournalismus (09/2006), Arbeiten am Newsdesk (12/2007), Blogs (04/2008)  oder Selbstständigkeit (10/2008). Schwerpunktthema ist regelmäßig der  „Journalismustag“ der dju, der seit 1986 jährlich veranstaltet wird. Seit 2016 wird der Journalismustag aktuell auf M Online mit Berichten und Videos dokumentiert.
Jedes M Print-Magazin beschäftigt sich mit einem Schwerpunktthema, das mitunter mehr als die Hälfte des Heftes einnimmt. Unter der Überschrift „Die Finanzierungslücke“ beleuchtet die erste Ausgabe 2016 die Journalismusfinanzierung. Feste Rubriken sind der Kommentar auf Seite 5 sowie das Porträt auf Seite 4. Es stellt Menschen mit verschiedenen Berufen aus der Medienbranche vor. 